# Grand Prix Formule 1 van Italië 1985
De Grand Prix Formule 1 van Italië 1985 werd verreden op 8 september op het circuit van Monza. Het was de twaalfde race van het seizoen.

## Uitslag
| Positie | Nummer | Rijder             | Team                   | Ronden | Tijd/Opgave   | Startplaats | Punten |
| ------- | ------ | ------------------ | ---------------------- | ------ | ------------- | ----------- | ------ |
| 1       | 2      | Alain Prost        | McLaren-TAG            | 51     | 1:17:59.451   | 5           | 9      |
| 2       | 7      | Nelson Piquet      | Brabham-BMW            | 51     | + 51.635      | 4           | 6      |
| 3       | 12     | Ayrton Senna       | Lotus-Renault          | 51     | + 1:00.390    | 1           | 4      |
| 4       | 8      | Marc Surer         | Brabham-BMW            | 51     | + 1:00.609    | 10          | 3      |
| 5       | 28     | Stefan Johansson   | Ferrari                | 50     | + 1 Ronde     | 11          | 2      |
| 6       | 11     | Elio de Angelis    | Lotus-Renault          | 50     | + 1 Ronde     | 6           | 1      |
| 7       | 15     | Patrick Tambay     | Renault                | 50     | + 1 Ronde     | 9           |        |
| 8       | 3      | Martin Brundle     | Tyrrell-Renault        | 50     | + 1 Ronde     | 18          |        |
| 9       | 18     | Thierry Boutsen    | Arrows-BMW             | 50     | + 1 Ronde     | 14          |        |
| 10      | 25     | Philippe Streiff   | Ligier-Renault         | 49     | + 2 Rondes    | 19          |        |
| 11      | 5      | Nigel Mansell      | Williams-Honda         | 47     | Motor         | 3           |        |
| 12      | 19     | Teo Fabi           | Toleman-Hart           | 47     | + 4 Rondes    | 15          |        |
| 13      | 27     | Michele Alboreto   | Ferrari                | 45     | Motor         | 8           |        |
| DNF     | 6      | Keke Rosberg       | Williams-Honda         | 44     | Motor         | 2           |        |
| DNF     | 26     | Jacques Laffite    | Ligier-Renault         | 40     | Motor         | 20          |        |
| DNF     | 1      | Niki Lauda         | McLaren-TAG            | 33     | Transmissie   | 16          |        |
| DNF     | 22     | Riccardo Patrese   | Alfa Romeo             | 31     | Uitlaat       | 13          |        |
| DNF     | 24     | Huub Rothengatter  | Osella-Alfa Romeo      | 26     | Motor         | 22          |        |
| DNF     | 9      | Philippe Alliot    | RAM-Hart               | 19     | Turbo         | 26          |        |
| DNF     | 17     | Gerhard Berger     | Arrows-BMW             | 13     | Motor         | 12          |        |
| DNF     | 16     | Derek Warwick      | Renault                | 9      | Transmissie   | 7           |        |
| DNF     | 33     | Alan Jones         | Lola-Hart              | 6      | Motor         | 25          |        |
| DNF     | 23     | Eddie Cheever      | Alfa Romeo             | 3      | Motor         | 17          |        |
| DNF     | 10     | Kenny Acheson      | RAM-Hart               | 2      | Koppeling     | 24          |        |
| DNF     | 29     | Pierluigi Martini  | Minardi-Motori Moderni | 0      | Brandstofpomp | 23          |        |
| DNS     | 20     | Piercarlo Ghinzani | Toleman-Hart           | 0      | Niet gestart  | 21          |        |

## Statistieken
| Pole-position | Ayrton Senna  | Lotus-Renault  | 1:25.084 |
| Snelste ronde | Nigel Mansell | Williams-Honda | 1:28.283 |

## Noot
- Honderdste Grand Prix-start voor Elio de Angelis. Hiermee was de Angelis de eenentwintigste coureur die minstens honderd Grands Prix had gereden.
- Vijfde pole position voor Ayrton Senna.

1921 · 1922 · 1923 · 1924 · 1925 · 1926 · 1927 · 1928 · 1931 · 1932 · 1933 · 1934 · 1935 · 1936 · 1937 · 1938 · 1947 · 1948 · 1949 · 1950 · 1951 · 1952 · 1953 · 1954 · 1955 · 1956 · 1957 · 1958 · 1959 · 1960 · 1961 · 1962 · 1963 · 1964 · 1965 · 1966 · 1967 · 1968 · 1969 · 1970 · 1971 · 1972 · 1973 · 1974 · 1975 · 1976 · 1977 · 1978 · 1979 · 1980 · 1981 · 1982 · 1983 · 1984 · 1985 · 1986 · 1987 · 1988 · 1989 · 1990 · 1991 · 1992 · 1993 · 1994 · 1995 · 1996 · 1997 · 1998 · 1999 · 2000 · 2001 · 2002 · 2003 · 2004 · 2005 · 2006 · 2007 · 2008 · 2009 · 2010 · 2011 · 2012 · 2013 · 2014 · 2015 · 2016 · 2017 · 2018 · 2019 · 2020 · 2021 · 2022 · 2023 · 2024 · 2025